# Global Compositae Database
La Global Compositae Database (GCD, littéralement en français la « base de données mondiale des Compositae ») est une base de données en ligne de taxinomie des plantes de la famille des Astéracées (Asteraceae) aussi appelées Composées (Compositae), la plus grande famille de plantes à fleurs en nombre d'espèces.
Elle est complétée par The International Compositae Alliance (TICA), un réseau mondial de scientifiques qui se consacrent à l'étude des Astéracées. Lancée en 2019 à l'Institut Flamand de la Mer, elle prend la suite de la Global Compositae Checklist (GCC) qui existait depuis 2009. Il s'agit d'un sous-registre du World Register of Marine Species dont les données sont également incorporées dans GBIF et la World Flora Online.

## Contenu
Le site contient un arbre taxinomique de tous les taxons compris dans la famille des Astéracées et pour chaque taxon, une page dédiée proposant une classification supérieure (Classification) à partir du règne Plantae, le nom correct du taxon, son basionyme (Orig. name) et ses synonymes (Synonymised names), les taxons inférieurs (Direct children), son habitat (Environment : mer, eau douce ou terre), la publication originale (Original description), des éléments de son aire de répartition (Documented distribution), d'éventuelles notes explicatives sur les choix taxinomiques (Notes) et les références justifiant ces choix (Sources). 